# Elecciones provinciales de Buenos Aires de abril de 1931
Unas elecciones para gobernador se llevaron a cabo en la Provincia de Buenos Aires el 5 de abril de 1931, durante la dictadura de José Félix Uriburu, llegado al poder tras el primer golpe de Estado exitoso en la historia argentina, realizado el 6 de septiembre de 1930, que derrocó al gobierno de Hipólito Yrigoyen y su partido, la Unión Cívica Radical. El resultado de estas elecciones, convocadas en un intento de animar al pueblo a "corregir" los excesos del radicalismo por medios democráticos, fueron una victoria para Honorio Pueyrredon, el candidato de la UCR, que obtuvo casi el 49% de los votos y 55 electores. Tras el fracaso del régimen de facto de desalojar a la UCR del poder por medio de las urnas, Uriburu anuló las elecciones antes de que el Colegio Electoral se pronunciara y realizó unas elecciones generales a nivel nacional recurriendo al fraude electoral, dando inicio al sistema de la Década Infame.

## Antecedentes
Tras realizar el golpe, el dictador José Félix Uriburu propuso el establecimiento de un régimen de partido único, creándose un Partido Nacional, al que deberían adherirse los demás partidos, aunque estaban excluidos el radicalismo yrigoyenista y posiblemente el Partido Socialista. La invitación fue rechazada por todos, salvo algunos grupos conservadores. Antes de fracasar, Uriburu se había adelantado a convocar a elecciones para gobernador de Buenos Aires, confiando en presentar una candidatura única del Partido Nacional frente a los radicales; cuando la fundación de dicho partido no se concretó, no pudo retractarse. El radicalismo presentó la fórmula Pueyrredon-Guido, mientras que el conservadurismo se alineó detrás de la fórmula Santamarina-Pereda, del "moderado" Partido Demócrata de Buenos Aires. El también debilitado electoralmente Partido Socialista presentó al fórmula Repetto-Bronzini. El radicalismo no pudo realizar una campaña muy amplia y la mayoría de sus líderes se encontraban exiliados, por lo que el gobierno consideró que la UCR se encontraba "fuera de la historia".

## Resultados

### Gobernador y vicegobernador
| Fórmula             | Fórmula          | Partido         | Partido                              | Votos   | %     | Electores |
| Gobernador          | Vicegobernador   | Partido         | Partido                              | Votos   | %     | Electores |
| ------------------- | ---------------- | --------------- | ------------------------------------ | ------- | ----- | --------- |
| Honorio Pueyrredon  | Mario Guido      |                 | Unión Cívica Radical                 | 218.783 | 48,61 | 55/114    |
| Antonio Santamarina | Celedonio Pereda |                 | Partido Conservador                  | 187.734 | 41,71 | 49/114    |
| Nicolás Repetto     | Teodoro Bronzini |                 | Partido Socialista                   | 41.573  | 9,24  | 9/114     |
|                     |                  |                 | Unión Cívica Radical de la Provincia | 2.005   | 0,45  | 1/114     |
| Votos positivos     | Votos positivos  | Votos positivos | Votos positivos                      | 450.095 | 97,31 |           |
| Votos en blanco     | Votos en blanco  | Votos en blanco | Votos en blanco                      | 12.464  | 2,69  |           |
| Total de votos      | Total de votos   | Total de votos  | Total de votos                       | 462.559 | 100   |           |
| Fuente:             |                  |                 |                                      |         |       |           |

### Cámara de Diputados
| Partido         | Partido                              | Votos   | %     | Bancas |
| --------------- | ------------------------------------ | ------- | ----- | ------ |
|                 | Unión Cívica Radical                 | 210.477 | 46,89 | 36/76  |
|                 | Partido Conservador                  | 183.376 | 40,85 | 31/76  |
|                 | Partido Socialista                   | 47.462  | 10,57 | 9/76   |
|                 | Partido Conservador Independiente    | 3.378   | 0,75  |        |
|                 | Unión Cívica Radical de la Provincia | 2.877   | 0,64  |        |
|                 | Comité Ayerza                        | 1.342   | 0,30  |        |
| Votos positivos | Votos positivos                      | 448.912 | 97,27 |        |
| Votos en blanco | Votos en blanco                      | 12.612  | 2,73  |        |
| Total de votos  | Total de votos                       | 461.524 | 100   |        |
| Fuente:         |                                      |         |       |        |

### Senado
| Partido         | Partido                              | Votos   | %     | Bancas |
| --------------- | ------------------------------------ | ------- | ----- | ------ |
|                 | Unión Cívica Radical                 | 211.132 | 47,18 | 20/38  |
|                 | Partido Conservador                  | 183.658 | 41,04 | 18/38  |
|                 | Partido Socialista                   | 45.138  | 10,09 |        |
|                 | Partido Conservador Independiente    | 3.276   | 0,73  |        |
|                 | Unión Cívica Radical de la Provincia | 2.996   | 0,67  |        |
|                 | Comité Ayerza                        | 1.332   | 0,30  |        |
| Votos positivos | Votos positivos                      | 447.532 | 96,98 |        |
| Votos en blanco | Votos en blanco                      | 13.958  | 3,02  |        |
| Total de votos  | Total de votos                       | 461.490 | 100   |        |
| Fuente:         |                                      |         |       |        |

## Consecuencias
A pesar de haber recibido mayoría de votos y electores, el radicalismo no había recibido los 58 electores requeridos para que Pueyrredon fuera ratificado como Gobernador, por lo que debían negociar con los socialistas para sumar una mayoría de 64 electores. Sin embargo, antes de que el Colegio Electoral se pronunciara, el régimen de Uriburu declaró nulos los resultados, bajo el alegato de que el pueblo "no había aprendido a votar". El 8 de mayo Uriburu suspendió el llamado al colegio electoral provincial, y nombró gobernador de facto de la provincia de Buenos Aires a Manuel Ramón Alvarado. Los resultados de estas elecciones dieron a entender al régimen que no podrían alejar a la UCR del poder por medio de elecciones democráticas, lo que provocó que se decantaran por hacer uso del fraude electoral (conocido como fraude patriótico) para preservar a los conservadores en el poder.